# Erzbischöflicher Palast (Trondheim)

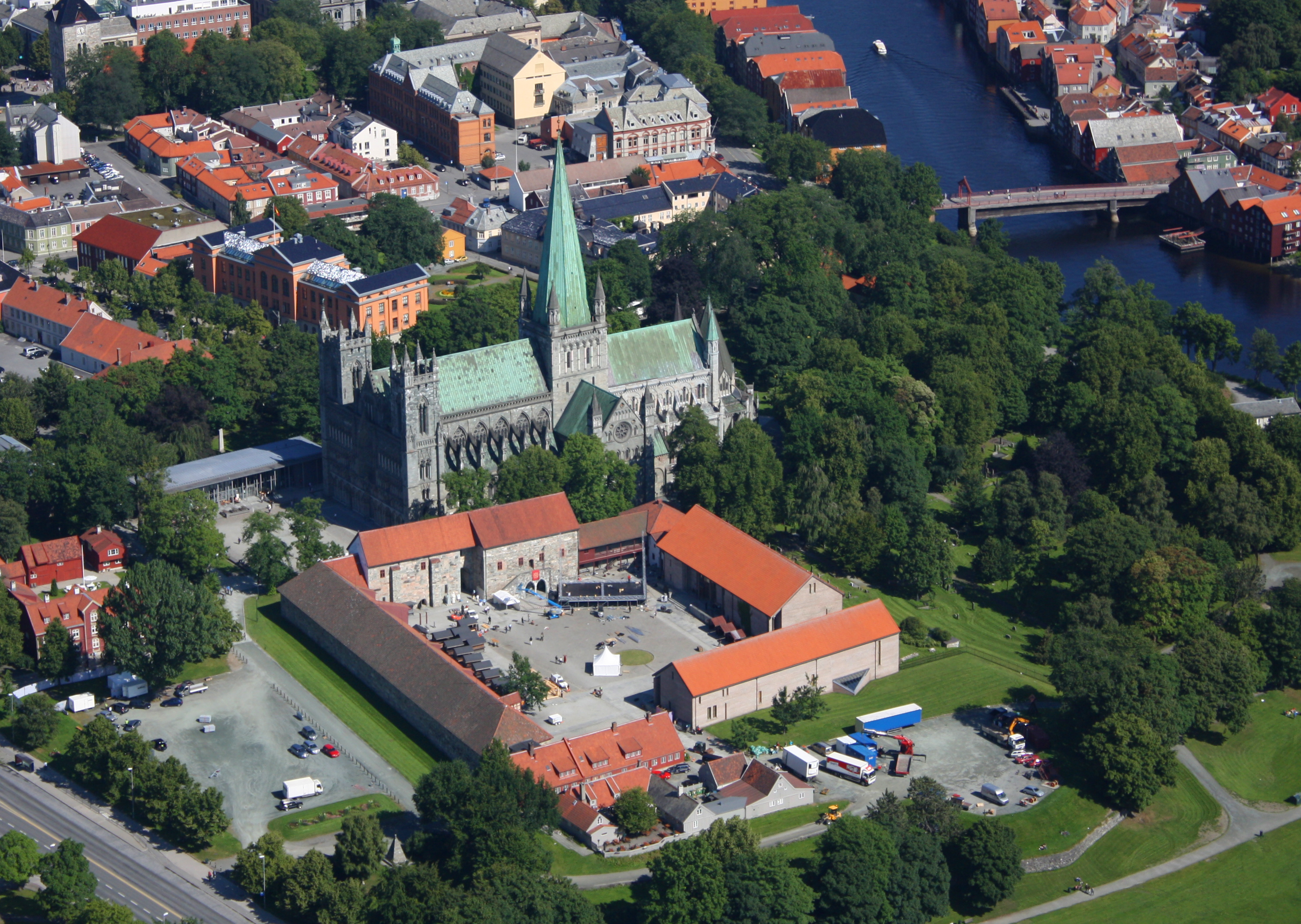
Luftaufnahme der Anlage, dahinter der Nidarosdom

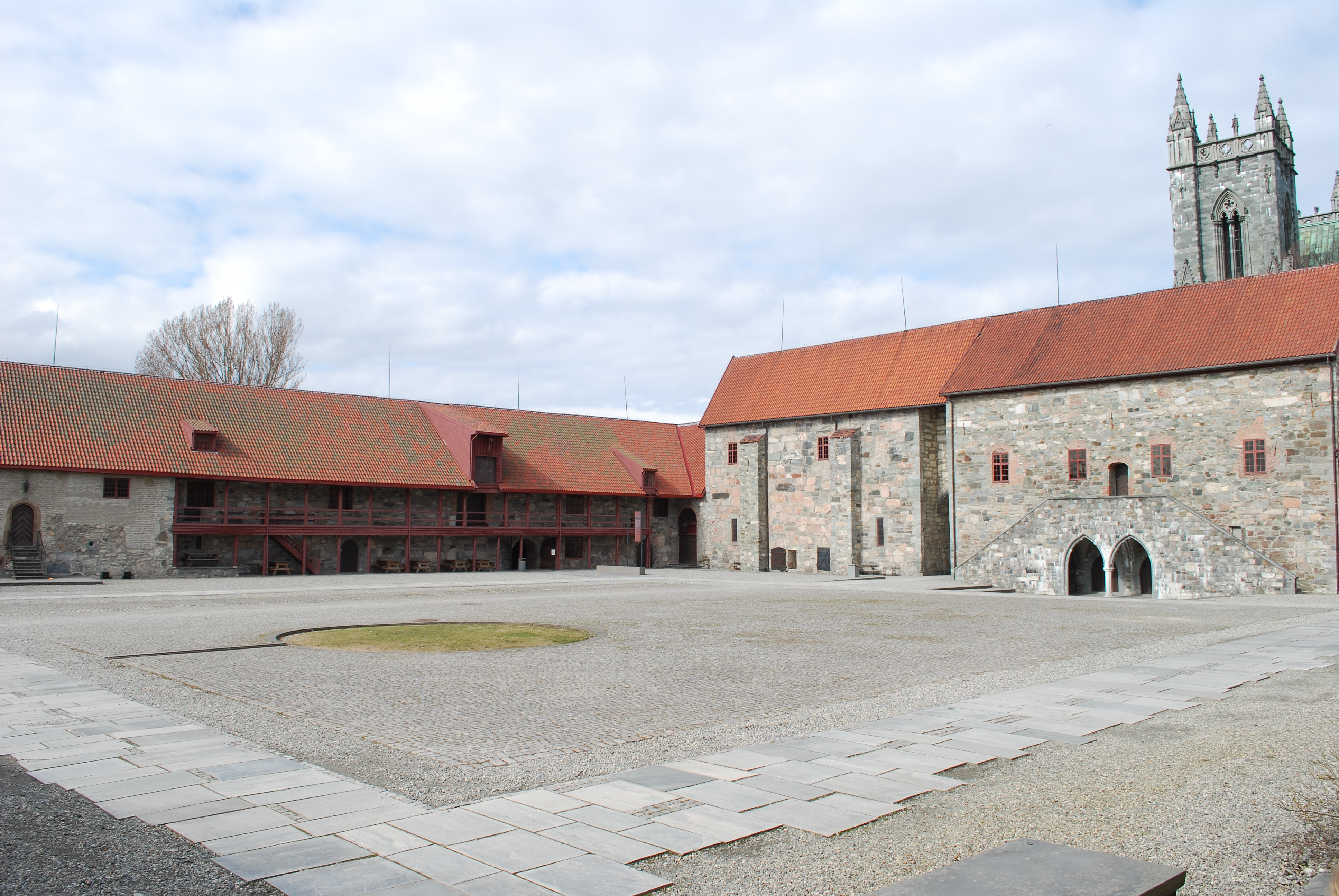
Rechts: Nordflügel und Haupteinfahrt, dahinter die Türme des Nidarosdoms; links Westflügel

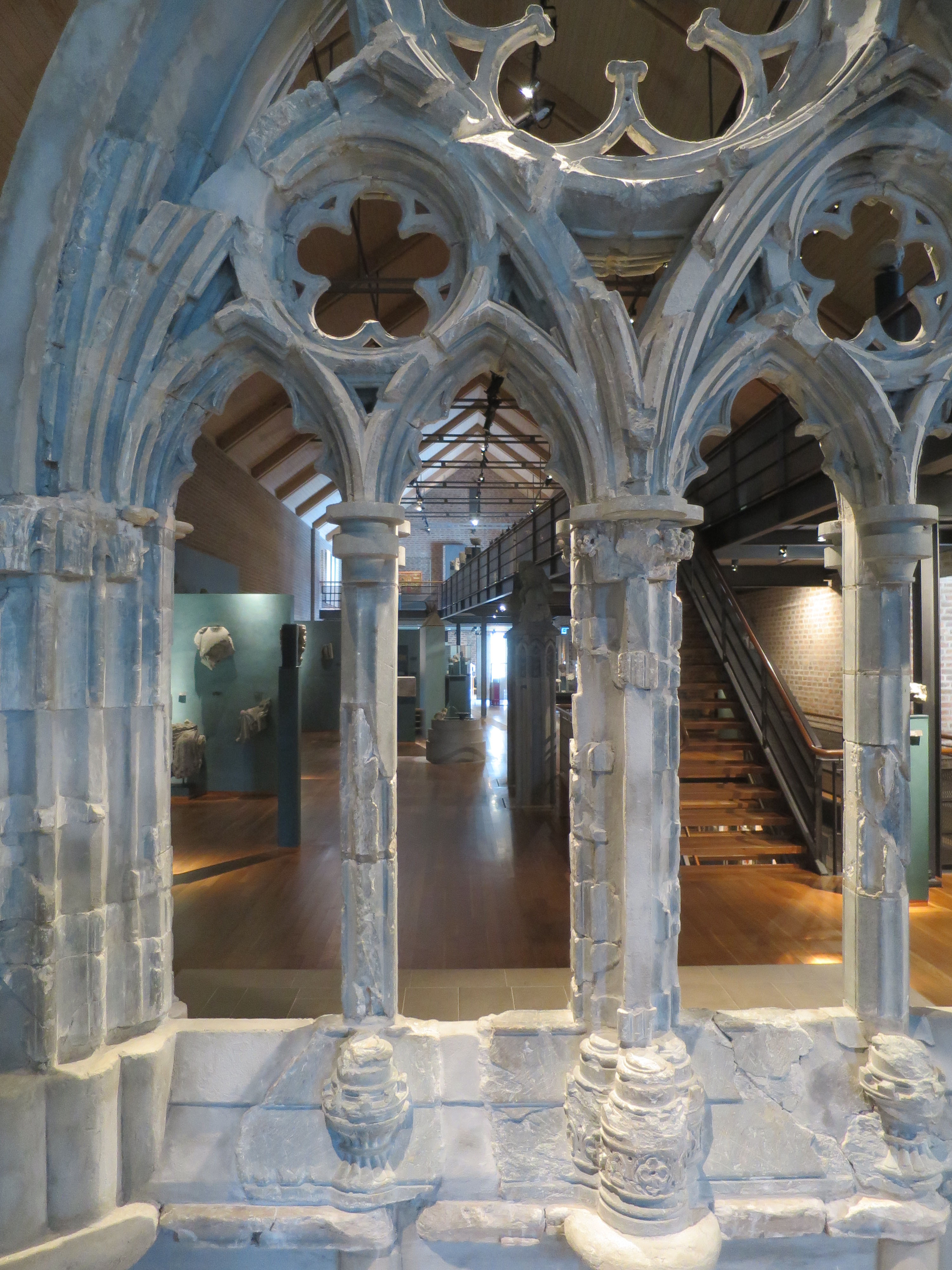
Museum im Erzbischöflichen Palast

Der Erzbischöfliche Palast (Erkebispegården) ist eine mittelalterliche Burganlage in Trondheim in Norwegen. Sie wird heute überwiegend museal genutzt. Zu der Anlage gehört das älteste erhaltene profane Steingebäude im nordischen Raum.

## Geografie
Der Erzbischöfliche Palast nimmt eine Fläche von etwa einem Hektar ein und liegt unmittelbar südlich des Nidarosdoms. Die Gebäude gruppieren sich um einen großen Innenhof. Ein Gebäudeflügel aus dem Mittelalter ist erhalten. Neben weiteren historischen Gebäuden gehören nach einem Großbrand 1983 auch moderne Museumsgebäude zur Anlage.

## Geschichte

### Mittelalter
Das Erzbistum Trondheim wurde 1153 aus dem damals etwa 140 Jahre alten Bistum Trondheim erhoben. Eine Burg des (Erz-)Bischofs gab es sicher schon damals. Die ältesten heute noch erhaltenen Gebäudeteile stammen aus der zweiten Hälfte des 12. Jahrhunderts. Der Komplex wurde vermutlich unter Erzbischof Øystein Erlendsson ab 1161 begonnen und im Laufe des Mittelalters in mehreren Etappen erweitert. In der Weihnachtsnacht 1295 brannte es in den „erzbischöflichen Hallen“. Betroffen war (auch) der westliche Teil des Nordflügels. Nach dem Wiederaufbau gab es nur noch wenig Bautätigkeit auf dem Gelände, bis Erzbischof Gaute Ivarsson (1475–1510) die Ringmauer verstärkte und der Anlage im Sinne der Renaissance 1495–1503 einen schlossähnlichen Charakter verlieh.

### Frühe Neuzeit
Der Erzbischöfliche Palast war bis zur Reformation im Jahr 1537 die Residenz des Erzbischofs und das Verwaltungszentrum des nördlichen Norwegen.
Der letzte römisch-katholische Erzbischof, Olav Engelbrektsson, verteidigte die Ansprüche der römisch-katholischen Kirche gegen den dänisch-norwegischen König, der die Reformation im lutherischen Sinn betrieb. Um der Auseinandersetzung auch militärisch gewappnet zu sein, verstärkte er seinen Palast auch in dieser Hinsicht. Das aber reichte nicht aus. 1532 wurde der erzbischöfliche Palast von dänischen Truppen verwüstet und niedergebrannt, wobei sowohl der Saal im Nordflügel als auch Teile des Westflügels beschädigt wurden. Olav Engelbrektsson ließ die Schäden reparieren und brachte sein Wappen im Obergeschoss an. 1537 musste er den Kampf aufgeben und das Land verlassen. Der König konfiszierte das gesamte kirchliche Eigentum, einschließlich des Erzbischöflichen Palastes. Faktisch hielten sich die Vertreter des Königs in Trondheim aber zunächst in Schloss Steinviksholm auf, das sich baulich in einem besseren Zustand befand.
Erst ab 1556 nutzte der Vertreter des Königs die Anlage – nun unter der Bezeichnung Kongens gård („Königshof“) –, wohnte dort aber in einem aus Holz errichteten Gebäude, das an die östliche Ringmauer grenzte. In dieser Zeit wurde im Innenhof der Anlage ein Fischteich angelegt, um die Tafel des Gouverneurs mit frischen Süßwasserfischen zu versorgen. Der mittelalterliche Nordflügel wurde nach der Zerstörung in der Reformationszeit repariert, was sich aber bis zum Anfang des 17. Jahrhunderts hinzog.
Nach Einführung des Absolutismus in der dänischen Monarchie 1660 wurde der bis dahin auf Lehensbasis agierende Gouverneur durch einen Beamten ersetzt, den „Stiftsamtmann“, der nun in der Anlage residierte. Ab 1687 nutzte die Armee die Gebäude.
Der Stadtbrand von Trondheim 1708 traf auch Kongsgården, der Wiederaufbau wurde aber sofort in Angriff genommen. Das größte, 1753–1755 neu errichtete Gebäude war das Feldartilleriehaus, das in der Süd-West-Ecke des Geländes entstand. Verwendet wurden dabei auch Steine aus der Ringmauer. In den 1780er Jahren wurde das Artilleriehaus als Blockbau hinzugefügt, außerdem zwei weitere hölzerne Militärmagazine errichtet: eines im Süden gegen Ende des 18. Jahrhunderts und eines im Osten im Jahr 1809.

### Neuzeit

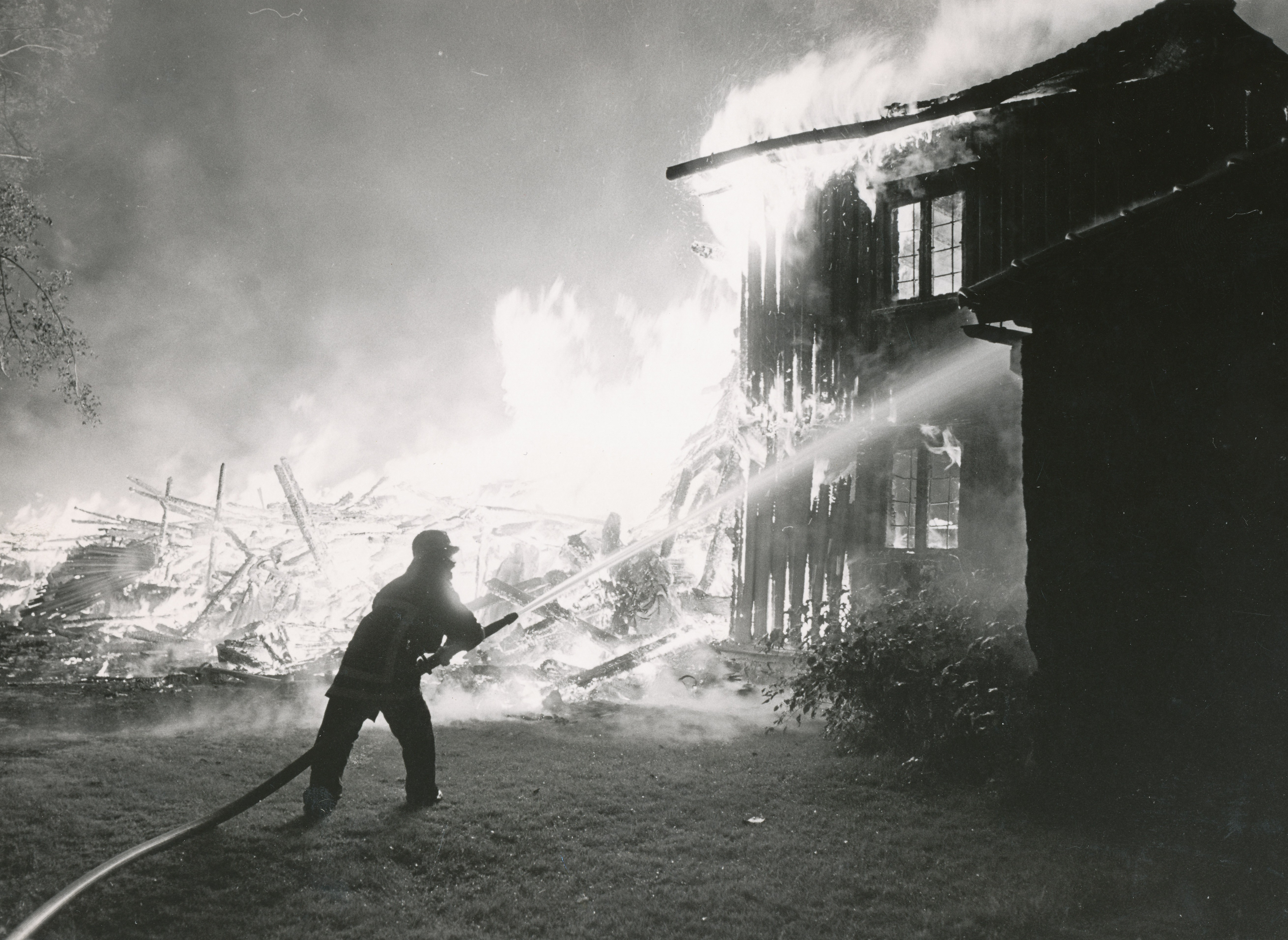
Großbrand 1983

Bis 1930 blieb die militärische Nutzung des Erzbischöfliche Palasts erhalten und Kongsgården diente als Hauptquartier der norwegischen Armee für den nördlichen Landesteil. Zum 900. Todestag des Heiligen Olav wurden in dem Komplex eine Reihe von Ausstellungen gezeigt. Damit begann die museale Nutzung der Anlage.
In jüngerer Zeit diente der Erzbischofspalast als Lager für die Dombauhütte des Nidarosdoms, unter anderem für mittelalterliche Skulpturen und Bauteile. Ein Großbrand am 18. August 1983 vernichtete die – überwiegend aus Holz errichteten – Gebäude im Osten und Süden der Anlage bis auf die Grundmauern.
Nach der endgültigen Aufgabe der militärischen Nutzung 1987/1988 wurde die Verwaltung des Palastes vom Verteidigungsministerium auf das Kultusministerium (Kirke- og undervisningsdepartementet) übertragen.
Zwischen 1991 und 1995 fand eine umfangreiche archäologische Ausgrabung auf dem Gelände statt, eine der größten, die in Norwegen je durchgeführt wurden. Mehr als 100 Gebäude wurden dabei nachgewiesen, die im Laufe der Zeit hier gestanden haben, und 160.000 Fundstücke geborgen, darunter das älteste erhaltene Stück Strickarbeit, das aus Norwegen bekannt ist und in der zweiten Hälfte des 14. Jahrhunderts entstand. Ergebnisse und Funde der Ausgrabungen sind heute zum Teil im Museum des Erzbischöflichen Palastes zu sehen.

## Bauteile

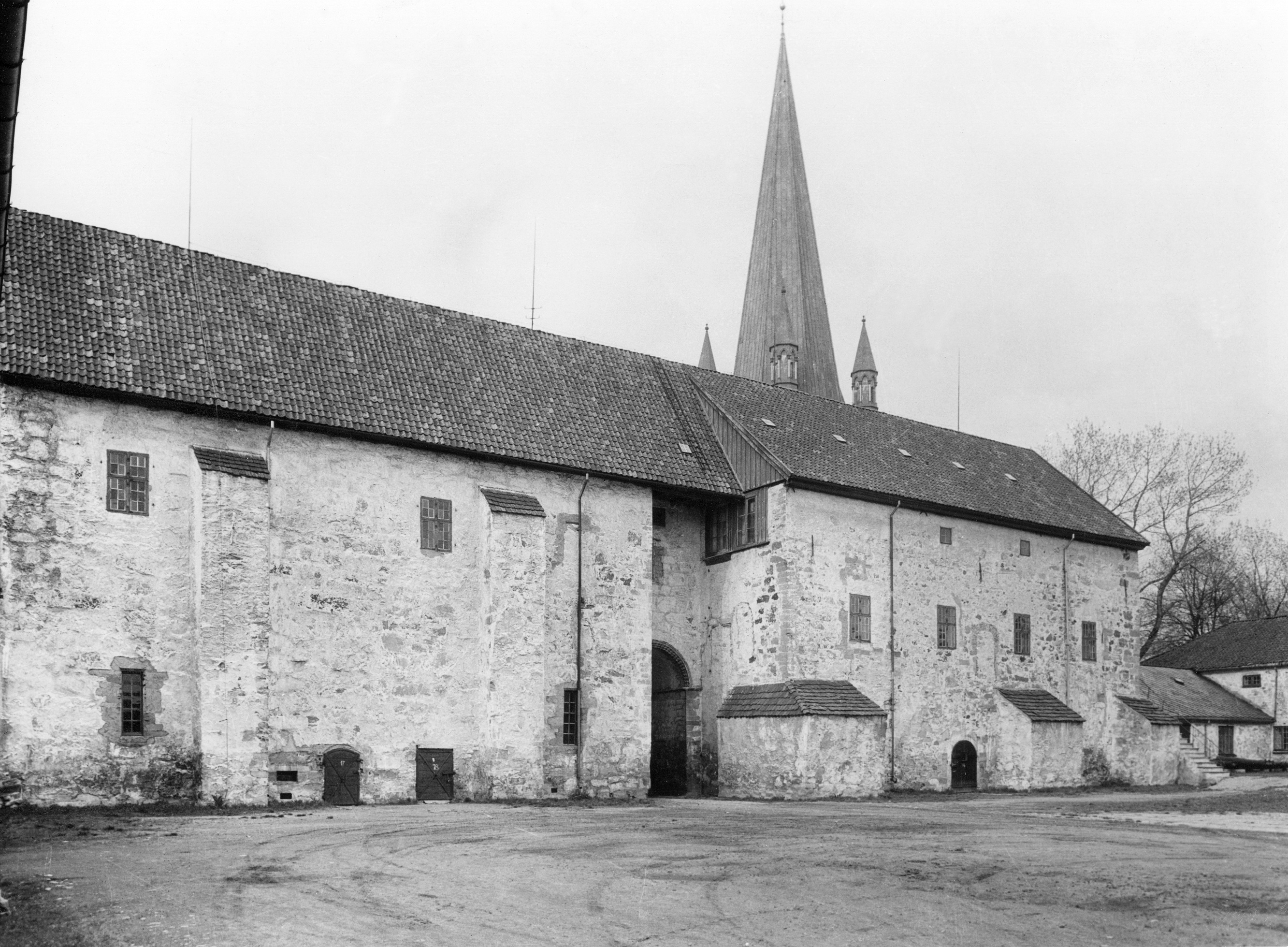
Historisches Foto des Nordflügels noch ohne die rekonstruierte Freitreppe zum Festsaal

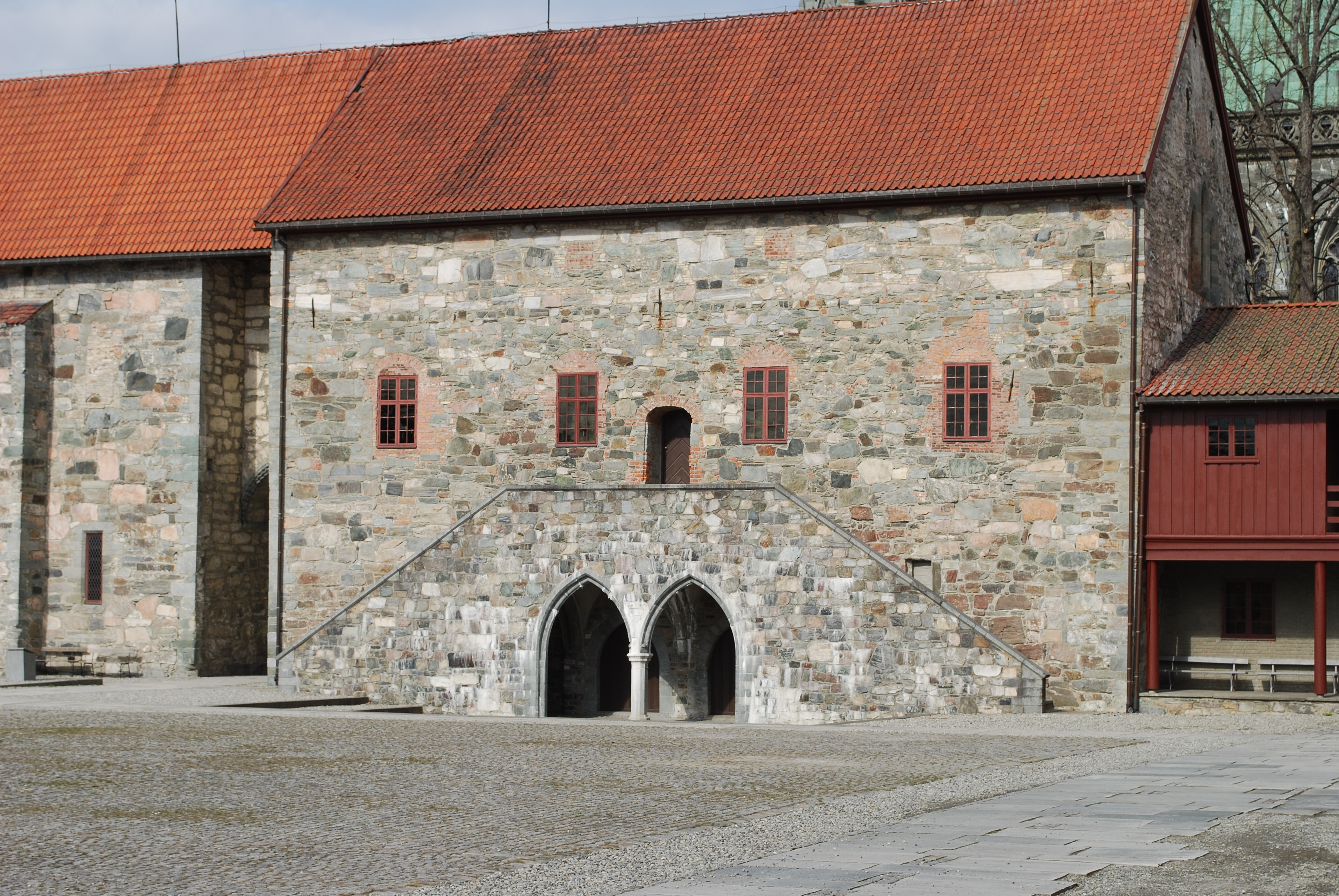
Ostteil des Nordflügels mit Freitreppe zum Festsaal

Die Anlage besteht aus dem Hauptflügel im Norden mit dem Saal des Erzbischofs im östlichen und seiner Residenz im westlichen Teil. Östlich schließt die „Bäckerei“ an. Der Seitenflügel im Westen enthält das Lavetthuset und das Vekthuset. Die mittelalterlichen Gebäude im Nordflügel wurden von 1962 bis 1975 restauriert. Der neue Westflügel und Südflügel sind Museumsgebäude, die nach dem Brand vom 18. August 1983 neu errichtet und 1997 eröffnet wurden.

### Nordflügel
Der Nordflügel ist das Hauptgebäude der Anlage. Seine Schauseite ist dem Platz vor dem Nidarosdom zugewandt. Stiftsamtmann Ove Bjelke ließ 1672 ein neues Dach auf den östlichen Teil des Nordflügels setzen.

#### Großer Saal

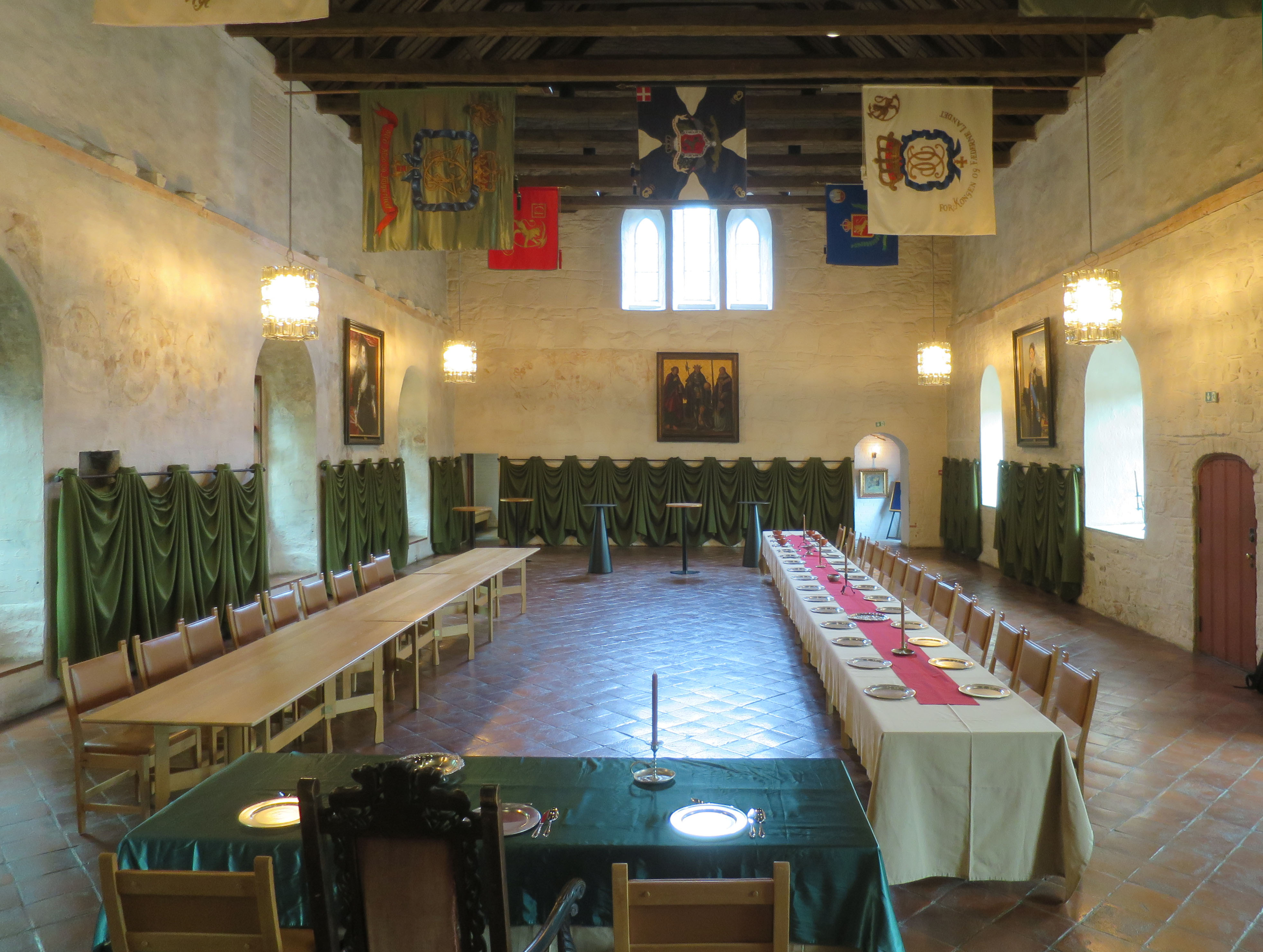
Großer Saal – an den Längswänden sind die Absätze zu erkennen, auf denen die Balken der mittelalterlichen Decke auflagen.

Im östlichen Teil des Nordflügels befindet sich im Obergeschoss der erzbischöfliche Saal, der in den 1170er Jahren fertiggestellt wurde. Der Zugang zum Saal führt über eine zweiläufige Außentreppe nach kontinentalen Vorbildern und ist in Norwegen einzigartig. Die mittelalterliche Treppe wurde an der Wende zum 18. Jahrhundert abgerissen. Heute ist eine Rekonstruktion aufgrund archäologischer Befunde zu sehen.
Das Innere des Saales wurde Anfang des 17. Jahrhunderts im Stil der Renaissance überformt. Dieser Umbau ist sehr gut dokumentiert. Die Dokumentation diente als Grundlage für die Renovierung des Saales. Seine ursprüngliche Höhe ist an einem Absatz in den Wänden, etwa zwei Meter über den Fenstern zu erkennen. Erst beim Wiederaufbau nach dem Brand von 1708 wurde der Saal zur heutigen Höhe aufgestockt. An den Wänden hängen Porträts einer Reihe norwegischer Könige, darunter die Kopie einer spätgotischen Darstellung des St. Olav aus der Gedenk-Ausstellung von 1930. Das Original befand sich in der Marienkirche in Lübeck und verbrannte bei deren Zerstörung im Zweiten Weltkrieg.
Nach 1687 wurde Kongsgården für militärische Zwecke genutzt, die Gebäude zu Magazinen und Depots umgebaut. Die Fenster des großen Saales wurden zugemauert, die Wände aufgestockt und eine Decke eingezogen, um die Lagerkapazität zu erhöhen. Die obere Ebene diente als Getreidespeicher, die untere Ebene als Pulvermagazin, in dem bis zu 900 Fässer des hoch explosiven Materials eingelagert waren. Die Doppeltreppe, die von außen den großen Saal erschloss, wurde abgerissen, was dessen Südwand destabilisierte. 1706 musste sie durch massive Strebepfeiler abgestützt werden. Beim Stadtbrand von 1708 geriet der Dachstuhl des Gebäudes in Brand, der auch auf das darunter liegende Stockwerk mit dem Getreidespeicher übergriff. 800 m³ Getreide und 17 t Hartbrot wurden dabei vernichtet. Es gelang zu verhindern, dass das Feuer die darunter lagernden Schwarzpulverbestände erreichte.
Nach Aufgabe der militärischen Nutzung wurde der große Saal wieder hergestellt. Er wird heute für offizielle Anlässe als Festsaal verwendet.

#### Regaliengewölbe
Unter dem großen Saal befinden sich zwei gewölbte Räume. Einer davon, später „Regalienraum“ benannt, erhielt bei der Restaurierung des Gebäudes im ersten Viertel des 17. Jahrhunderts unter dem Gouverneur Claus Daa eine prächtige Ausmalung im Stil der Renaissance und gehörte wohl zu den Wohnräumen des Gouverneurs.
Ab 1826 wurden hier die norwegischen Kronjuwelen aufbewahrt, wovon der Raum seine heutige Bezeichnung erhielt.

#### Westteil
Der westliche Teil des Nordflügels wurde um 1250 erbaut. Hier befanden sich die Privaträume des Erzbischofs, mit einem Arbeits- und Schlafzimmer. Die offenen Kamine in den darunter liegenden Gewölben des Erdgeschosses beheizten durch Öffnungen auch die Räume im Obergeschoss.

#### Portalbau

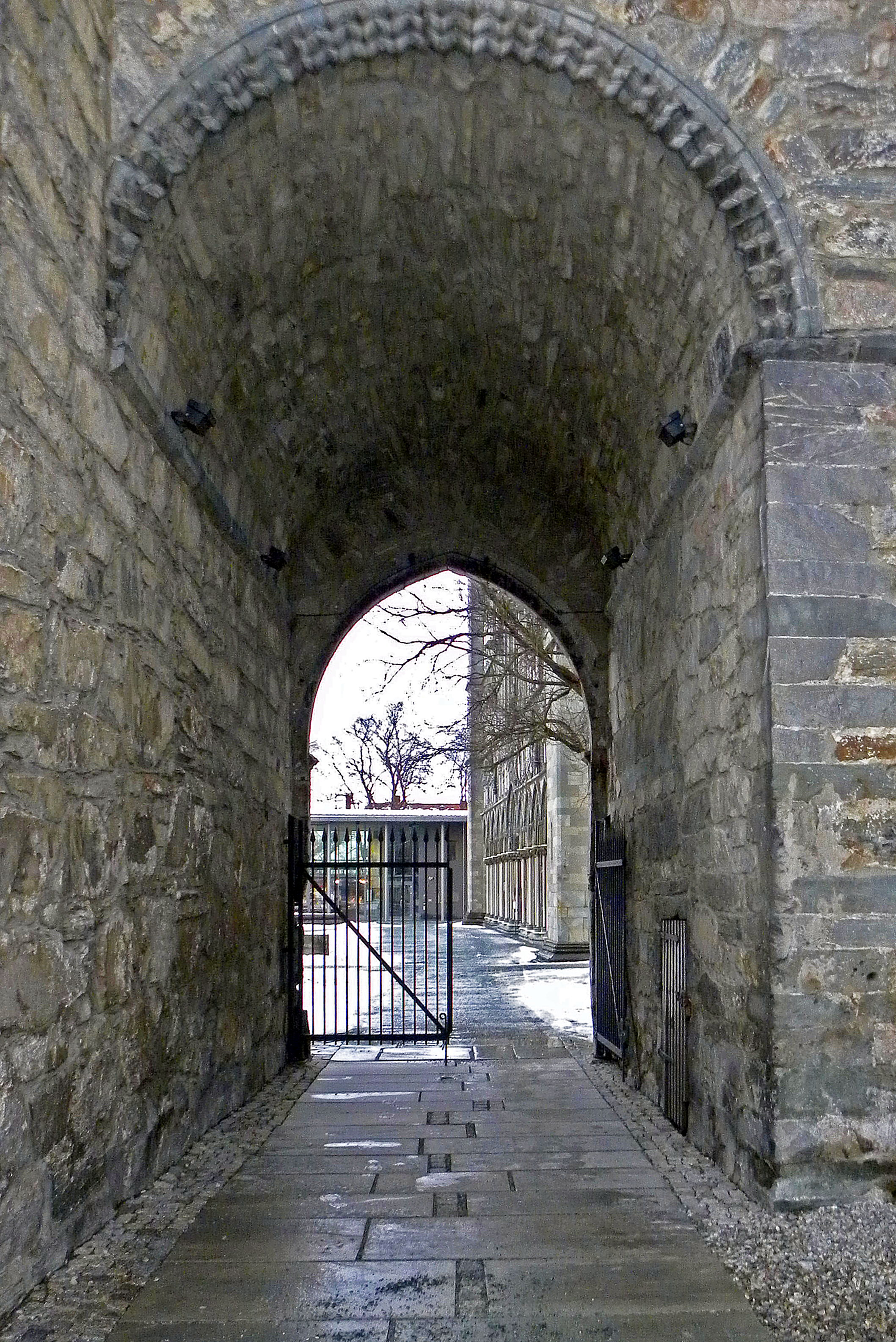
Romanisches Portal

West- und Ostteil des Nordflügels sind durch die Toranlage verbunden. Ein Turm überragte schon im Mittelalter die Anlage. Im Erdgeschoss befindet sich die Haupteinfahrt zum Innenhof. In deren Portal wurde ein Bogen mit einem Zick-Zack-Muster verbaut, wahrscheinlich die Zweitverwendung eines romanischen Bogens aus dem Nidarosdom. Im Obergeschoss befindet sich ein gewölbter Eingangsraum, der die Verbindung zwischen den Privaträumen des Erzbischofs und dem großen Festsaal herstellte.
Der Torturm wurde im Zuge der Restaurierungsarbeiten unter Claus Daa neu errichtet und erreichte danach die Höhe von 48 m. Über dem Tor ließ er einen Erker einbauen, der einen guten Blick zur Kathedrale und dem davor liegenden Platz ermöglichte. Stiftsamtmann Ove Bjelke ließ 1672 Turm und Erker über dem Haupttor abreißen.
Zwischen 1962 und 1975 wurde die Anlage grundlegend saniert. Die Doppeltreppe zum Saal wurde anhand baulicher Spuren und archäologischer Befunde rekonstruiert. Der gesamte Nordflügel wurde damals in Büroraum für die staatliche Verwaltung umgewandelt.

### Ostflügel

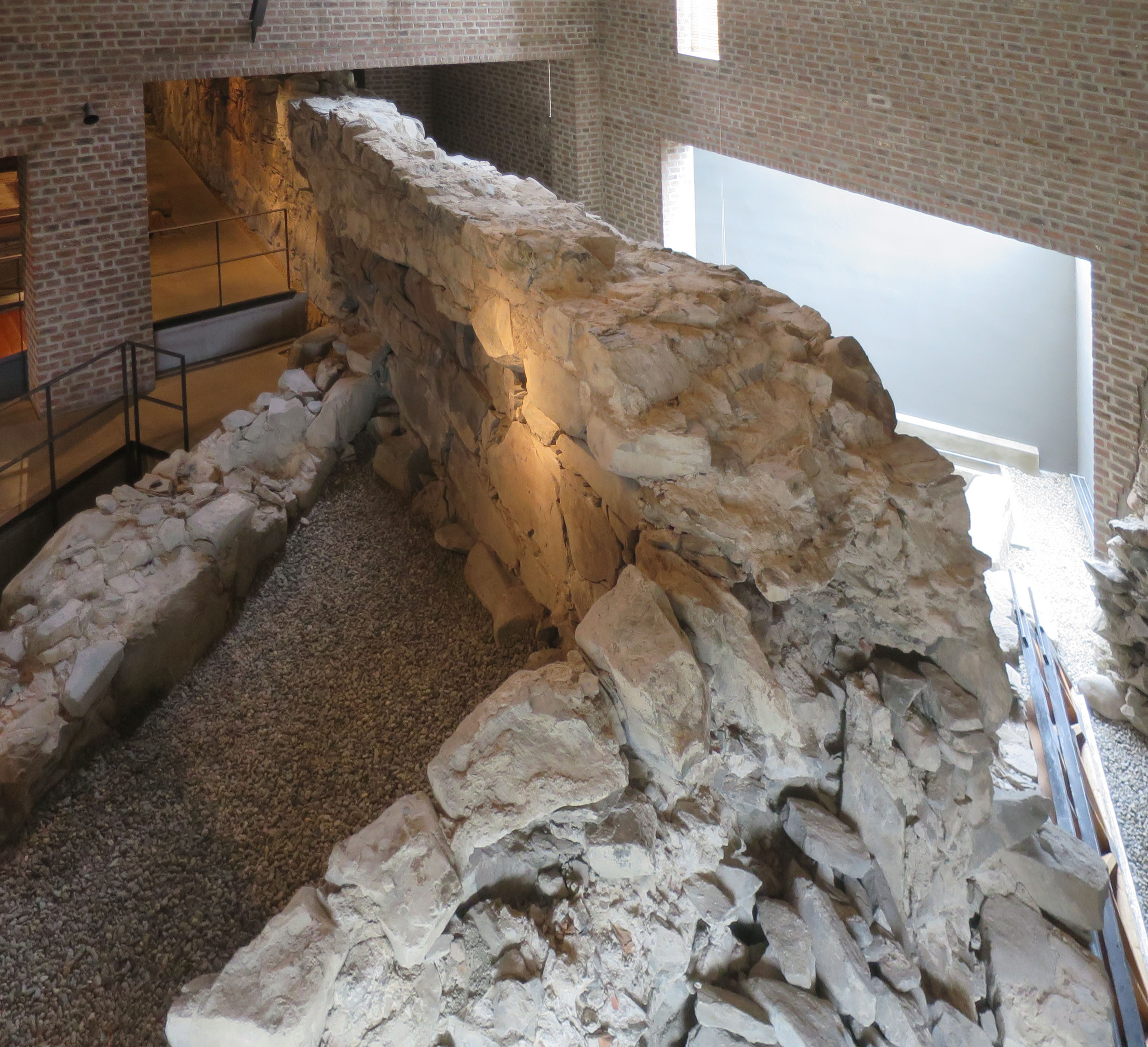
Archäologisch freigelegte Reste Südostecke der mittelalterlichen Wehrmauer, in situ erhalten unter dem Museum

Hier standen Holzgebäude, die nach der Restaurierung der Anlage zwischen 1962 und 1975 als Magazine des Museums dienten. Darin befanden sich Teile der Sammlungen des Nidarosdoms, darunter Artefakte aus den Königsgräbern, die ursprüngliche Stein- und Skulpturensammlung und eine Sammlung von Gipsabgüssen. Ein Großbrand am 19. August 1983 zerstörte die Gebäude bis auf die Grundmauern und vernichtete auch einen erheblichen Teil der Sammlung.
Nach einem Architektenwettbewerb wurde hier und im Süden des Hofes ein L-förmiges, modernes Gebäude für ein neues Museum errichtet und 1997 von König Harald V. und Königin Sonja eingeweiht.

### Westflügel
Die Gebäude auf der Westseite des Innenhofes, das Forrådshuset und das Lavetthuset stammen aus der Zeit der militärischen Nutzung der Anlage aus dem 18. Jahrhundert, stehen aber teils auf älteren, mittelalterlichen Kellern. In den dortigen Gewölben sind die norwegischen Kronjuwelen ausgestellt.

## Heutige Nutzung

### Museen

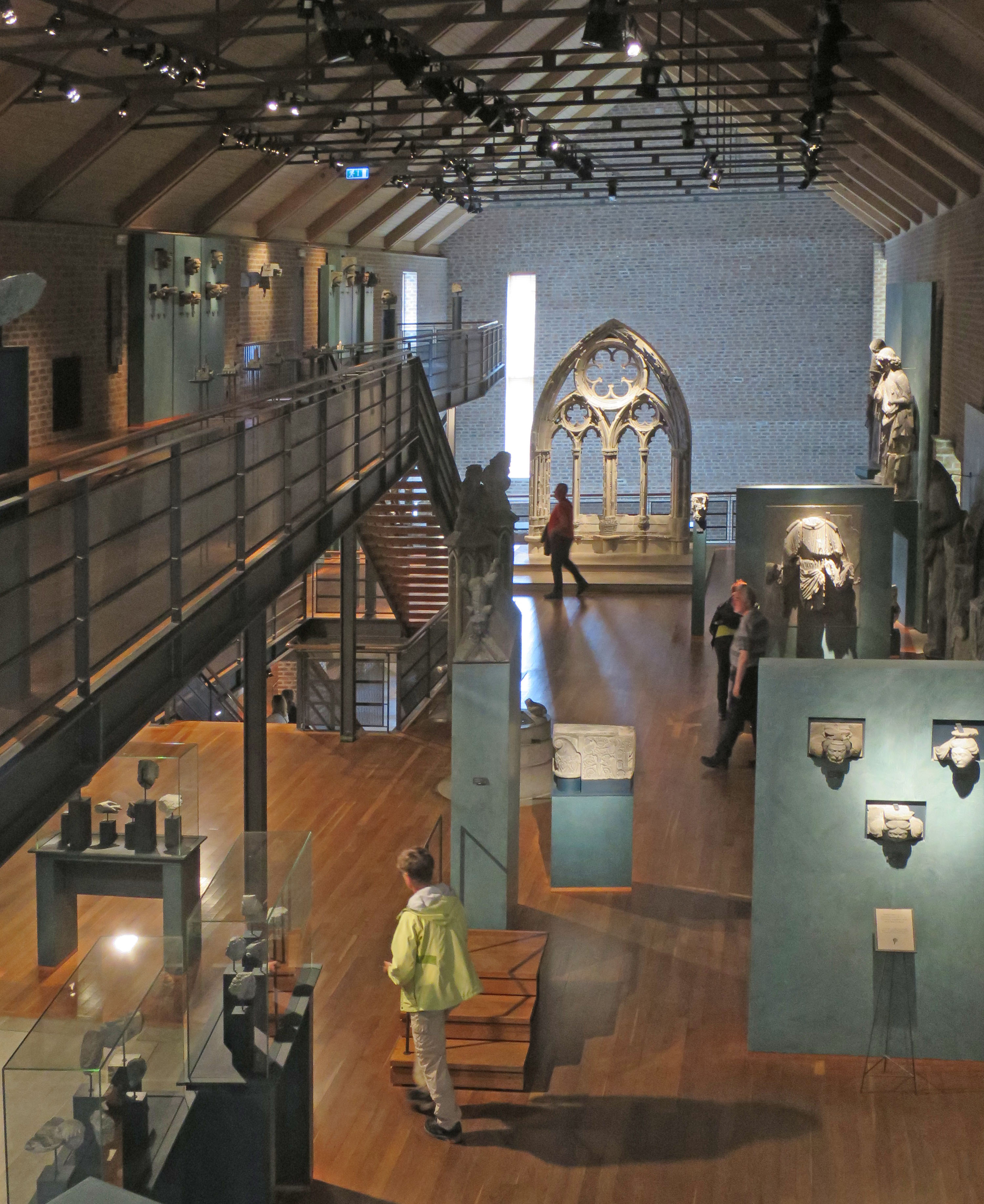
Museum im Erzbischöflichen Palast

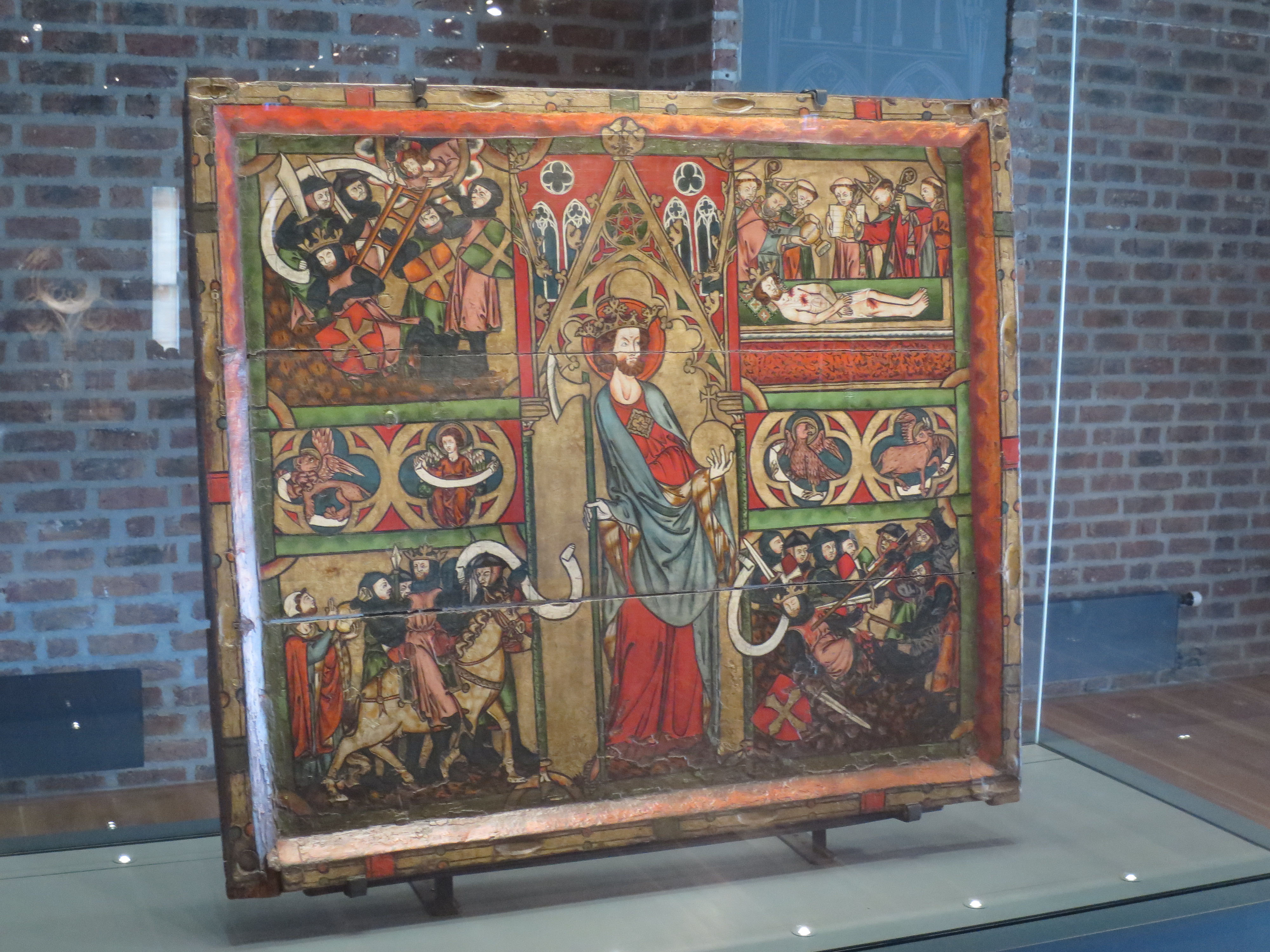
Predella eines St. Olaf -Altars im Museum

- Das Dommuseum zeigt Objekte zur Geschichte des Nidarosdomes und des Erzbischöflichen Palastes. Die 1997 eingeweihten Museumsgebäude zeigen die Ausstellung über drei Ebenen. Sie wurden teilweise über den archäologisch ausgegrabenen Flächen errichtet, in denen die vorgefundene historische Bausubstanz in situ belassen und so in die Ausstellung einbezogen wurde. Dazu gehört auch der Bereich der ehemaligen erzbischöflichen Münze.[Anm. 1] Gefunden wurden drei nach- und übereinander errichtete Münzstätten. Der älteste Befund wurde konserviert.[19] Ausgestellt sind auch Fundstücke, die ehemals zum persönlichen Besitz des Erzbischofs gehörten, ein Fingerring, ein Bischofsstab und Reste eines Palliums[20] und 120 mittelalterliche Steinskulpturen vom Dom.
- Die Ausstellung der norwegischen Kronjuwelen[21] eröffnete 2006 zum 100 Jahrestag der Krönung von König Haakon VII. und Königin Maud und befindet sich in Gewölben des westlichen Gebäudeflügels.

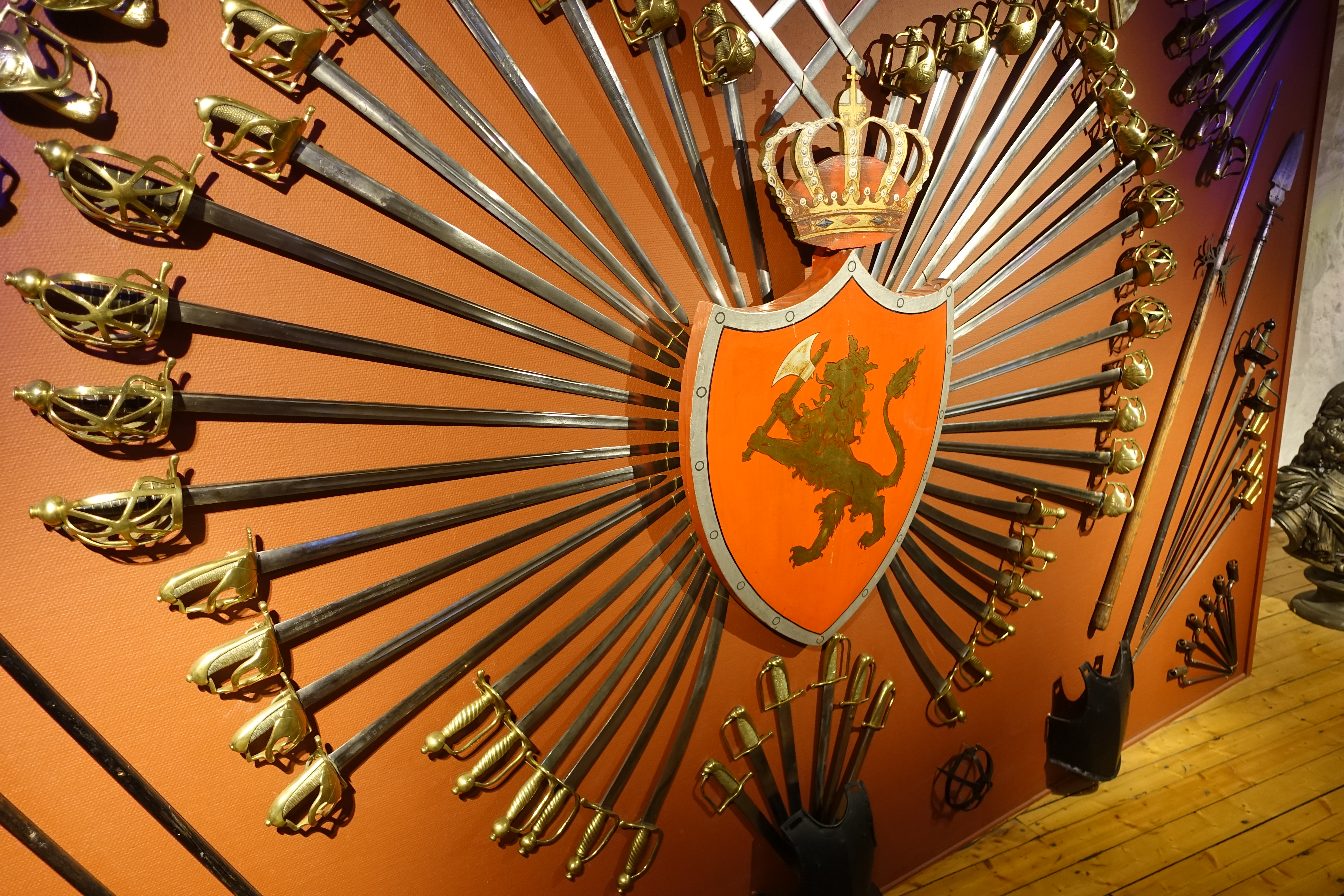
Militärgeschichtliches Museum

- Das Zeughaus ist ein militärgeschichtliches Museum, das 1826 eingerichtet und 1978 dem Norwegischen Verteidigungsmuseum in Oslo angegliedert wurde. Es ist heute ein regionales Armeemuseum für Mittelnorwegen.

### Kirche
Im Erzbischöflichen Palast befinden sich die Büros des Bischofs von Trondheim und des Vorsitzenden Bischofs der Lutherischen Kirche Norwegens.